# مؤسسه فریزر
مؤسسه فریزر (انگلیسی: Fraser Institute) اندیشکده سیاستگذاری عمومی کانادایی و سازمان خیریه ثبت شده‌است. این مؤسسه از لحاظ سیاسی محافظه کار و لیبرترین توصیف شده‌است. مقر این مؤسسه در ونکوور است و دفاتری نیز در کلگری، تورنتو، و مونترآل دارد و با یک شبکهٔ جهانی ۸۰ اندیشکده از طریق شبکه آزادی اقتصادی در پیوند است.
بنا بر گزارش اندیشکده‌های دانشگاه پنسیلوانیا،  فریزر در بین ۱۰۰ اندیشکده برتر جهان (خارج از آمریکا) در رتبه ۲۳ام و در مکزیک و کانادا در رتبه اول است.